# Cantó de Plouagat
El cantó de Plouagat (bretó Kanton Plagad) és una divisió administrativa francesa situat al departament de Costes del Nord a la regió de Bretanya.

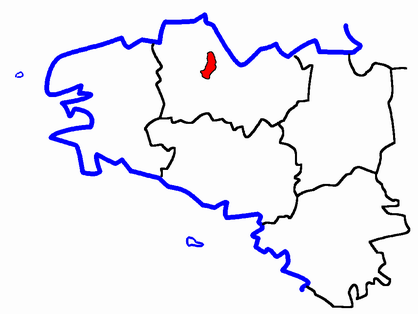
Situació del cantó

## Composició
El cantó aplega 7 comunes :
| Nom bretó           | Nom francès          | Nom gal·ló |
| Brengoloù           | Bringolo             | ---        |
| Goudelin            | Goudelin             | ---        |
| Lanrodeg            | Lanrodec             | ---        |
| Plagad              | Plouagat             | ---        |
| Sant-Fieg           | Saint-Fiacre         | ---        |
| Sant-Yann-Gerdaniel | Saint-Jean-Kerdaniel | ---        |
| Sant-Pever          | Saint-Péver          | ---        |

## Història
| Data d'elecció                           | Identitat           | Partit | Qualitat            |
| ---------------------------------------- | ------------------- | ------ | ------------------- |
| 2004-                                    | Jean-Pierre Le Goux | UDF    | alcalde de Lanrodeg |
| les dades anteriors no són pas conegudes |                     |        |                     |
|                                          |                     |        |                     |